# Cecropia
Genre
Classification APG III (2009)
Synonymes
Selon GBIF (28 juin 2022) :
- Ambaiba Adans.
- Ambaiba Adans. ex Kuntze
- Coilotapalus P.Browne

Cecropia est un genre de plantes à fleurs de la famille des Urticaceae (anciennement des Moraceae, ou des Cecropiaceae). Il regroupe environ 80 espèce d'arbres dioïques. L'espèce type est Cecropia peltata L..
Présents sur l'écozone néotropicale, il s'agit principalement d'espèces pionnières que l'on retrouve donc fréquemment dans les forêts secondaires. En Afrique, il existe un genre vicariant appartenant à la même famille : Musanga.
Le nom Cecropia fait référence à l'antique nom d'Athènes, de Κέκρωψ, Cécrops premier souverain mythique de la ville mi-serpent mi-humain et fils de Gaïa.

## Symbiose avec les fourmis
Certaines de ces espèces vivent en symbiose avec diverses espèces de fourmis principalement du genre Azteca sp. (dans ce cas obligatoire pour les fourmis) mais aussi Gnamptogenys (en), Heteroponera (en), Pachycondyla, Pseudomyrmex, Crematogaster, Solenopsis, Pheidole, Wasmannia, Cephalotes, Procryptocerus (en), Camponotus et Myrmelachista (en).
En Guyane, l'aï peut grimper dans l'arbre nommé bois-canon sans être tourmenté par les fourmis.

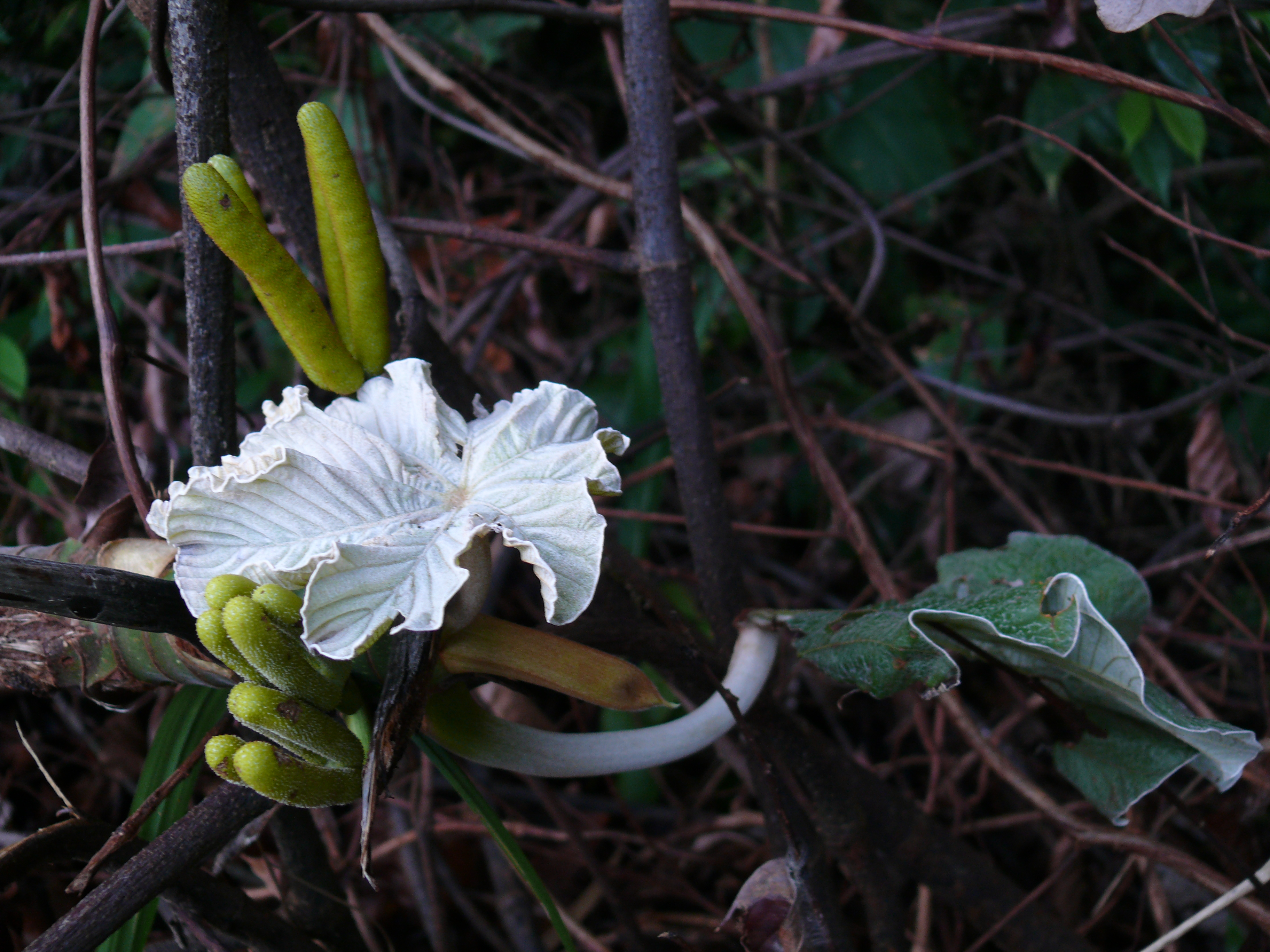
Jeune pousse.
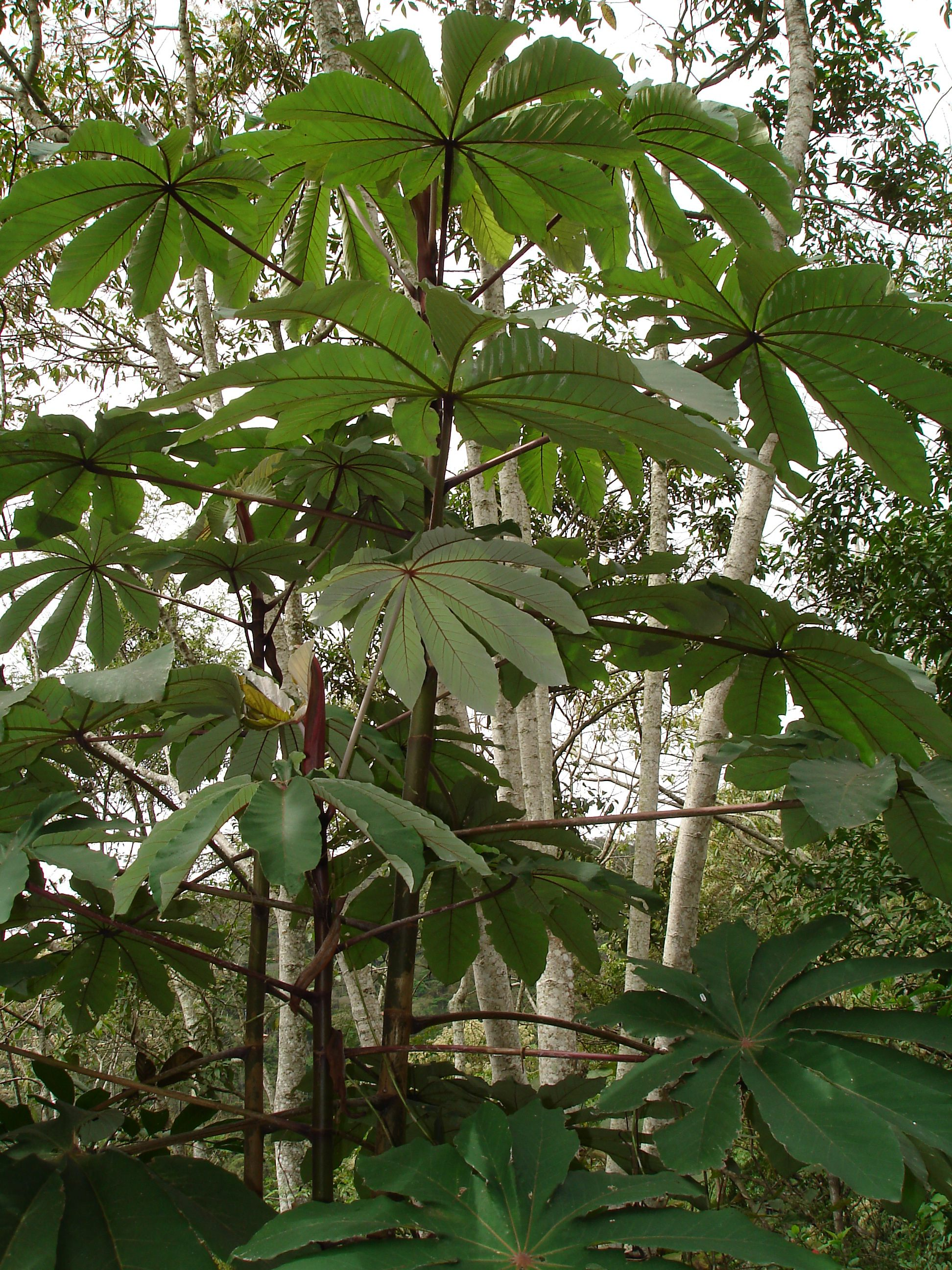
Cecropia glaziovi.
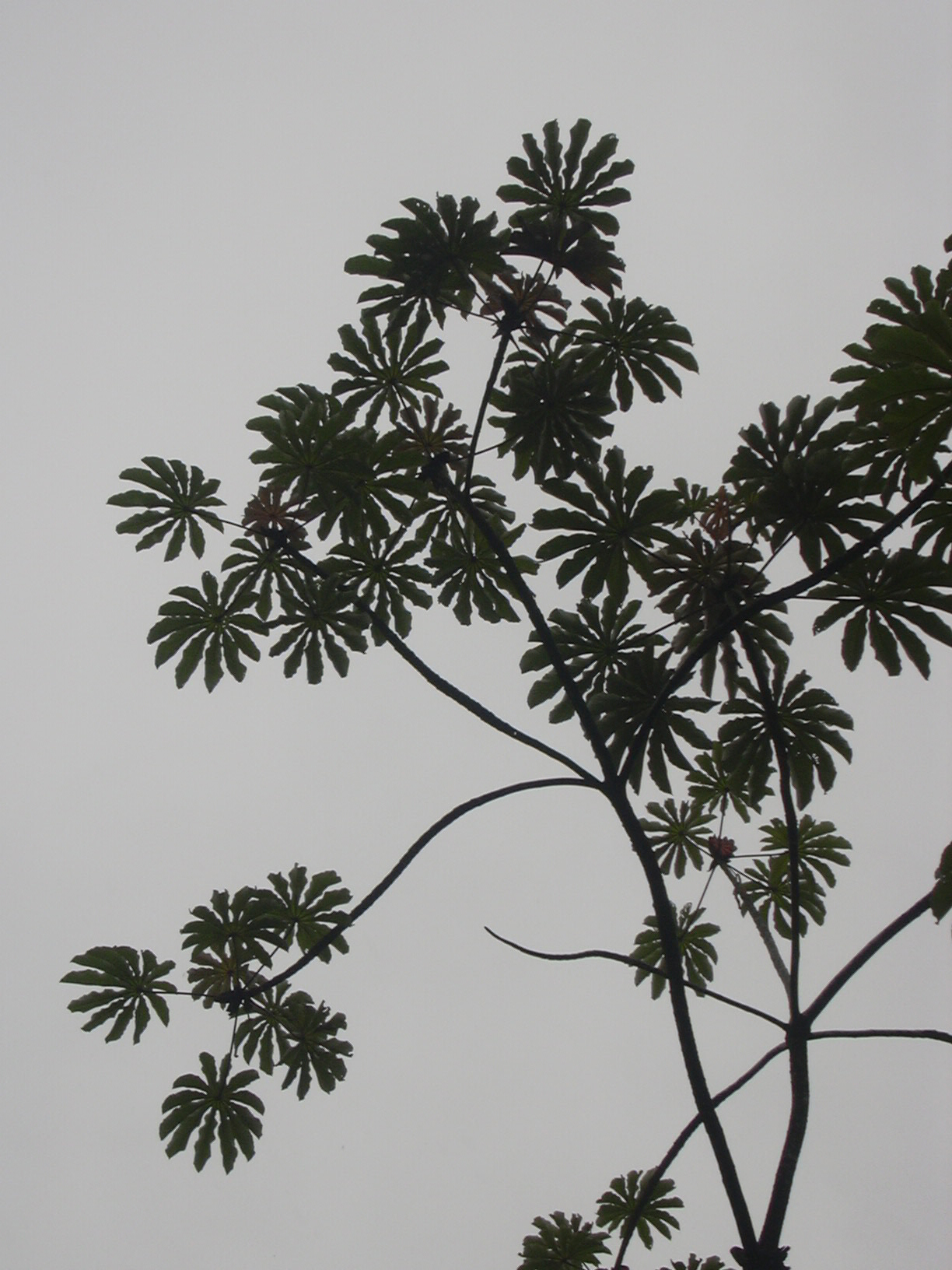
Cecropia obtusifolia.
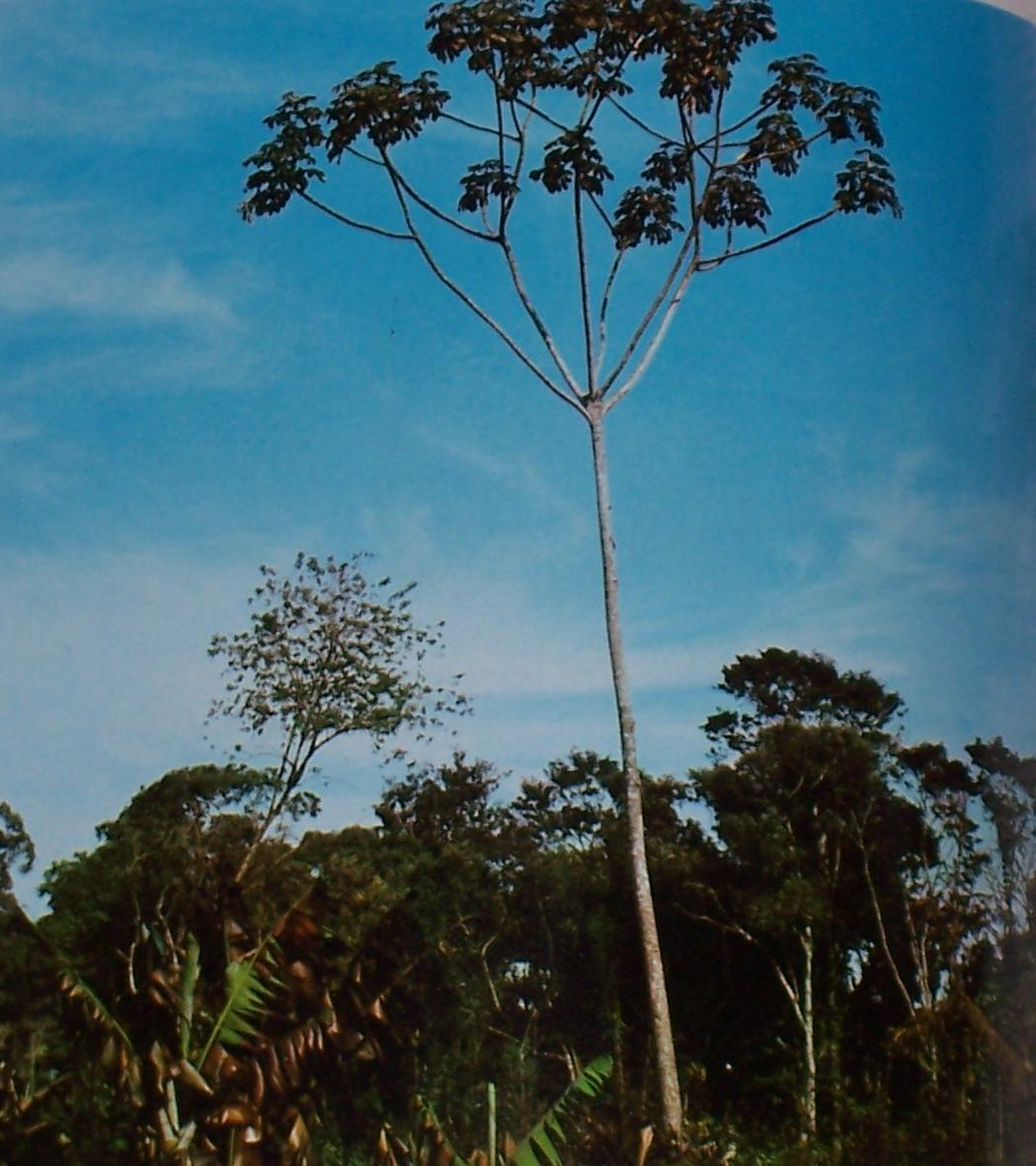
Cecropia pachystachya (it).
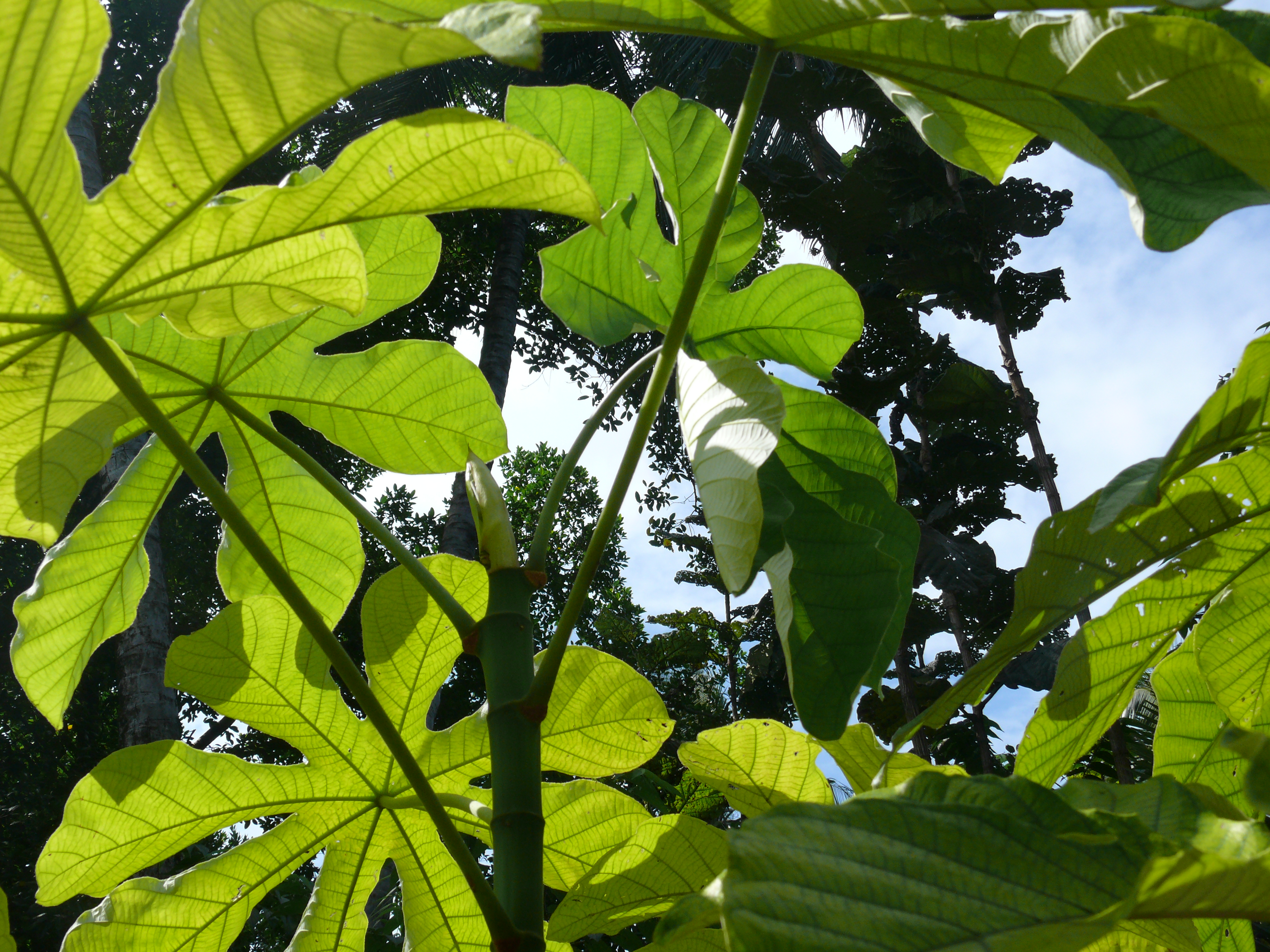
détail.

## Sélection d'espèces
- Cecropia adenopus Mart. ex Miq. ;
- Cecropia angustifolia Trécul
- Cecropia glaziovi Snethl. ;
- Cecropia insignis (ceb) ;
- Cecropia latiloba (ceb) ;
- Cecropia membranacea (es) ;
- Cecropia obtusifolia Bertol. ;
- Cecropia pachystachya (it) ;
- Cecropia sciadophylla C.Mart. - coulequin ;
- Cecropia peltata L. - coulequin ;
- Cecropia polyphlebia Donn.Sm. ;
- Cecropia schreberiana Miq.
- Cecropia utcubambana Cuatrec.

## Liste d'espèces
Selon GBIF (28 juin 2022) :
- Cecropia albicans Trécul
- Cecropia andina Cuatrec.
- Cecropia angulata I.W.Bailey
- Cecropia angustifolia Trécul
- Cecropia annulata C.C.Berg & P.Franco
- Cecropia bullata C.C.Berg & P.Franco
- Cecropia chlorostachya C.C.Berg & P.Franco
- Cecropia concolor Willd.
- Cecropia davidsmithii C.C.Berg
- Cecropia dealbata B.S.Williams
- Cecropia dentata Klotzsch
- Cecropia distachya Huber
- Cecropia elongata Rusby
- Cecropia engleriana Snethl.
- Cecropia ficifolia Warb.
- Cecropia ficifolia Warb. ex Snethl.
- Cecropia frigida Dufr.
- Cecropia gabrielis Cuatrec.
- Cecropia garciae Standl.
- Cecropia glaziouvii Snethl.
- Cecropia glaziovii Snethl.
- Cecropia goudotiana Trécul
- Cecropia granvilleana C.C.Berg
- Cecropia herthae Diels
- Cecropia heterochroma C.C.Berg & P.Franco
- Cecropia hispidissima Cuatrec.
- Cecropia hololeuca Miq.
- Cecropia idroboi Cuatrec.
- Cecropia insignis Liebm.
- Cecropia integra Merr.
- Cecropia jatun-sachensis C.C.Berg, 1993
- Cecropia kavanayensis Cuatrec.
- Cecropia kulalensis (Plowes)
- Cecropia laetivirens Huber, 1910
- Cecropia latiloba Miq.
- Cecropia litoralis Snethl.
- Cecropia longipes Pittier
- Cecropia macranthera Warb. ex Glaz., 1913
- Cecropia marginalis Cuatrec.
- Cecropia maxima Snethl.
- Cecropia megastachya Cuatrec.
- Cecropia membranacea Trécul
- Cecropia metensis Cuatrec.
- Cecropia montana Warb. ex Snethl.
- Cecropia montana Warb. ex Ule, 1908
- Cecropia multisecta P.Franco & C.C.Berg
- Cecropia mutisiana Mildbr.
- Cecropia mutisiana Mildbr. ex Cuatrec., 1933
- Cecropia obtusa Trécul
- Cecropia obtusifolia Bertol.
  - Cecropia obtusifolia subsp. burriada (Cuatrec.) C.C.Berg & P.Franco
  - Cecropia obtusifolia subsp. obtusifolia
- Cecropia oligostachya P.Franco & C.C.Berg
- Cecropia pachystachya Trécul
- Cecropia palmata Willd.
- Cecropia paludosa Warb. ex Glaz.
- Cecropia paludosa Warb., 1913
- Cecropia pastasana Diels
- Cecropia peltata Billb. ex Beurl.
- Cecropia peltata G.Mey., 1818
- Cecropia peltata L.
- Cecropia pittieri B.L.Rob.
- Cecropia pittieri B.L.Rob. ex A.Stewart
- Cecropia plicata Cuatrec.
- Cecropia polystachya Trécul
- Cecropia puberula C.C.Berg & P.Franco
- Cecropia purpurascens C.C.Berg
- Cecropia purusana Huber
- Cecropia putumayonis Cuatrec.
- Cecropia reticulata Cuatrec.
- Cecropia sararensis Cuatrec.
- Cecropia saxatilis Snethl.
- Cecropia schreberiana Miq.
  - Cecropia schreberiana subsp. antillarum (Snethl.) C.C.Berg & P.Franco
  - Cecropia schreberiana subsp. schreberiana
- Cecropia sciadophylla C.Mart.
- Cecropia silvae C.C.Berg
- Cecropia stenostachya Warb.
- Cecropia strigosa Trécul
- Cecropia subintegra Cuatrec.
- Cecropia tacuna C.C.Berg & P.Franco
- Cecropia telealba Cuatrec.
- Cecropia telenitida Cuatrec.
- Cecropia ulei Snethl.
- Cecropia utcubambana Cuatrec.
- Cecropia velutinella Diels
- Cecropia virgusa Cuatrec.